# Automeris approximata
Automeris approximata é uma espécie de mariposa do gênero Automeris, da família Saturniidae.